# Mutsamudu
Mutsamudu is de tweede stad van de Comoren, opgericht in 1482. De stad is de hoofdplaats van het autonome eiland Anjouan en telde 26.469 personen bij de volkstelling van 2012. Er is een oude citadel en smalle straatjes met winkels en kleine ambachten.
Mutsamudu heeft een tropisch klimaat. De warmste periode is van december tot april. Iets koeler is het er van mei tot november.